# Octaviania
Octaviania is een geslacht van schimmels behorend tot de familie Boletaceae. De typesoort is Octaviania asterosperma.

## Soorten
Het geslacht telt volgens Index Fungorum 49 soorten (peildatum augustus 2023):
| Soortnaam                                              | Auteur(s)                                                           | Publicatiejaar |
| ------------------------------------------------------ | ------------------------------------------------------------------- | -------------- |
| Octaviania aculeatospora                               | (Soehner) Svrček                                                    | 1958           |
| Octaviania arbucalensis                                | Cabero & Faust. García                                              | 2013           |
| Octaviania archeri                                     | Berk.                                                               | 1859           |
| Octaviania asahimontana                                | Orihara                                                             | 2011           |
| Octaviania asterosperma (Welriekende sterspoortruffel) | Vittad.                                                             | 1831           |
| Octaviania aurea                                       | Vittad.                                                             | 1831           |
| Octaviania borneensis                                  | Petri                                                               | 1900           |
| Octaviania brisbanensis                                | (Berk. & Broome ex Cooke) G. Cunn.                                  | 1935           |
| Octaviania celatifilia                                 | Orihara                                                             | 2011           |
| Octaviania ciqroensis                                  | Guzmán                                                              | 1982           |
| Octaviania cyanescens                                  | Trappe & Castellano                                                 | 2000           |
| Octaviania decimae                                     | Orihara                                                             | 2011           |
| Octaviania depauperata                                 | (Tul. & C. Tul.) J.M. Vidal, A. Paz, Lavoise                        | 2014           |
| Octaviania durianelloides                              | Orihara                                                             | 2011           |
| Octaviania etchuensis                                  | Orihara                                                             | 2012           |
| Octaviania foetens                                     | (Speg.) Speg.                                                       | 1917           |
| Octaviania galatheia                                   | (Quél.) De Toni                                                     | 1888           |
| Octaviania glabra                                      | (Rodway) G. Cunn.                                                   | 1935           |
| Octaviania hesperi                                     | Orihara                                                             | 2011           |
| Octaviania hinsbyi                                     | (Rodway) G. Cunn.                                                   | 1938           |
| Octaviania japonimontana                               | Orihara                                                             | 2011           |
| Octaviania kobayasii                                   | Orihara                                                             | 2011           |
| Octaviania lamingtonensis                              | (J.W. Cribb) T. Lebel & Castellano                                  | 2002           |
| Octaviania levispora                                   | Rodway                                                              | 1924           |
| Octaviania longiana                                    | S. Ahmad                                                            | 1950           |
| Octaviania macrospora                                  | Singer & A.H. Sm.                                                   | 1961           |
| Octaviania malaiensis                                  | (Corner & Hawker) Trappe, T. Lebel & Castellano                     | 2002           |
| Octaviania moravica                                    | Velen.                                                              | 1947           |
| Octaviania mortae                                      | Orihara                                                             | 2011           |
| Octaviania nigrescens                                  | J.W. Cribb                                                          | 1958           |
| Octaviania nonae                                       | Orihara                                                             | 2011           |
| Octaviania odoratissima                                | Vittad.                                                             | 1831           |
| Octaviania olida                                       | Malençon & Astier                                                   | 1993           |
| Octaviania pallida                                     | (Lloyd) Lloyd                                                       | 1922           |
| Octaviania picea                                       | Velen.                                                              | 1939           |
| Octaviania plena                                       | J.W. Cribb                                                          | 1958           |
| Octaviania potteri                                     | (Singer & A.H. Sm.) Orihara, Healy & M.E. Sm.                       | 2021           |
| Octaviania radicans                                    | Rick                                                                | 1961           |
| Octaviania radicata                                    | (J.W. Cribb) Pegler & T.W.K. Young                                  | 1979           |
| Octaviania sarcomelas                                  | Vittad.                                                             | 1831           |
| Octaviania soderstromii                                | (Lagerh.) Lloyd                                                     | 1922           |
| Octaviania stillingerii                                | Lloyd                                                               | 1922           |
| Octaviania tasmanica                                   | (Kalchbr. ex Massee) Lloyd                                          | 1922           |
| Octaviania tenuipes                                    | Orihara                                                             | 2021           |
| Octaviania tomentosa                                   | Orihara                                                             | 2021           |
| Octaviania vacekii                                     | A. Paz, J.M. Vidal, Lavoise, Læssøe, K. Killingmo, Molia & Handberg | 2014           |
| Octaviania violascens                                  | Choeyklin, Boonprat. & Somrith.                                     | 2012           |
| Octaviania yaeyamaensis                                | Orihara                                                             | 2011           |
| Octaviania zelleri                                     | Orihara & M.E. Sm.                                                  | 2011           |